# Ivan Lendl
Statistiky a dosažené výsledky tenisty obsahuje článek Hráčské statistiky Ivana Lendla.
Ivan Lendl (* 7. března 1960 Ostrava) je tenisový trenér a bývalý profesionální tenista, který reprezentoval Československo a po získání amerického občanství také Spojené státy. Do současnosti je nejlepším českým mužským tenistou historie. V 80. letech 20. století patřil mezi nejdominantnější tenisty a pobýval na špici světového tenisového žebříčku ATP až do začátku 90. let.
Tennis magazine jej vyhlásil jedním z deseti nejúspěšnějších tenistů od roku 1966 a zdůraznil jeho význam zejména díky profesionálnímu přístupu, kterým ovlivnil tenisovou historii a plejádu hráčů, kteří přišli po něm.
 V knize Moderní Encyklopedie Tenisu zahrnul Bud Collins Lendla do seznamu 21 největších tenisových hráčů v období od roku 1946 do roku 1992. Na pozici světové tenisové jedničky setrval celkem 270 týdnů ve čtvrtém nejdelším období za Novakem Djokovičem, Petem Samprasem a Rogerem Federerem. Počtem 1 071 vítězných utkání dvouhry na okruhu ATP se v celkovém pořadí zařadil na třetí místo za Američana Jimmy Connorse, který vyhrál 1 256 zápasů, a Federera.

## Profesionální kariéra
Profesionální dráhu zahájil v socialistickém Československu. V pražském finále Davis Cupu 1980 zajistil vítězství československého týmu nad Itálii 4:1, když vyhrál obě dvouhry a s Tomášem Šmídem i čtyřhru. V roce 1986 emigroval do Spojených států. Následující rok usiloval o zisk amerického občanství, aby se mohl zúčastnit znovuzařazeného tenisu na program Letních olympijských hrách 1988 v Soulu. To mu znemožnilo vedení československého komunistického režimu. Americké občanství získal 7. července 1992 v procesu naturalizace a LOH 1992 v Barceloně již nestihl.
Vyhrál osm grandslamových titulů ve dvouhře během své kariéry. Probojoval se celkem do 19 grandslamových finále, což byl v té době rekord mezi muži, který byl až v roce 2009 překonán Rogerem Federerem. Dosáhl alespoň jednoho grandslamového finále během jedenácti let v řadě, rovněž rekord všech dob, který byl později vyrovnán Petem Samprasem.

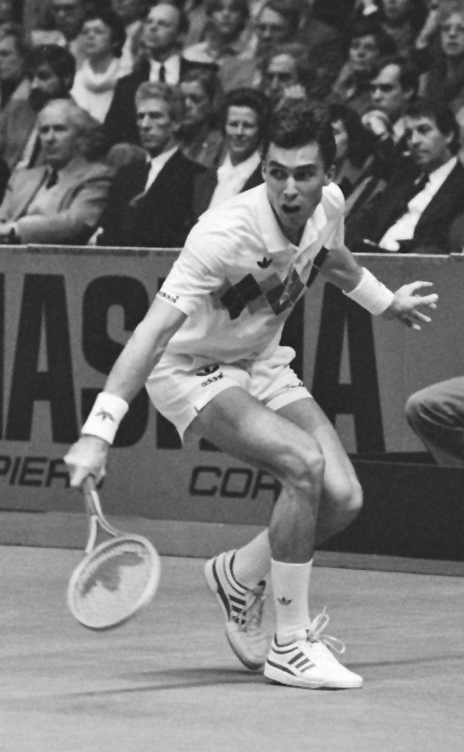
Lendl ve finále Rotterdam Open 1984, které nebylo dohráno pro hrozbu bombového útoku

Poprvé se stal prvním hráčem světového žebříčku ATP 28. února 1983, ale poté byl na špici vystřídán Jimmym Connorsem a Johnem McEnroem. Definitivně získal nadvládu nad mužským světovým tenisem poté, co porazil Johna McEnroea ve finále US Open v září 1985. Po naprostou většinu následujících pěti let až do srpna 1990 byl světovou tenisovou jedničkou (s krátkou přestávkou od září 1988 do ledna 1989, kdy byl vystřídán Matsem Wilanderem). Zakončil 4 roky jako hráč číslo jedna na světovém žebříčku (1985-87 a 1989) a celkem strávil na prvním místě světového žebříčku rekordních 270 týdnů, čímž pokořil rekord, který byl do té doby držen Jimmy Connorsem (deset let poté jej překonal Pete Sampras).
Jediným grandslamem, který nikdy nevyhrál, byl Wimbledon. Ze čtrnácti účastí se probojoval dvakrát do finále a pětkrát do semifinále. Po skončení kariéry pronesl: „Bylo těžké se smířit, že jsem tam nedokázal zvítězit, ale je to prostě tak.“
Lendlova hra spoléhala zejména na sílu, fyzickou kondici a tlak ze základní čáry, což předznamenalo moderní éru silového tenisu. Lendl sám nazýval svoji hru „hitting hot“, tedy neúprosný celodvorcový styl hry, který poté začal dominovat ve světovém tenisu. Měl také vynikající koncentraci na hru.
| „               | Obdivoval jsem Lendla i jeho éru. Posunul tenis nesmírně dopředu. I v tom, jak moc se pro něj obětoval. Byl k sobě neuvěřitelně tvrdý, absolutní profík. Tím ovlivnil řadu hráčů, i mě. | “ |
| — Roger Federer | |   |

## Trenérská dráha
V prosinci roku 2011 se stal trenérem skotského tenisty Andyho Murrayho, který pod jeho vedením vyhrál londýnské Letní olympijské hry 2012 a následující měsíc si připsal premiérový grandslamový titul na US Open. Další rok Murray získal wimbledonskou trofej, kterou jako jedinou z grandslamů Lendl nevyhrál. Po více než dvou letech 19. března 2014 ukončili spolupráci. Důvodem se mělo stát Murrayho zaměření na nové projekty a větší turnajová aktivita na okruhu. Podruhé Murrayho vedl v sezónách 2016–2017 a potřetí se k jeho koučování vrátil během dubna 2022.
V srpnu 2018 jej před US Open do trenérského týmu angažoval Němec Alexander Zverev.

## Osobní život
Narodil se v Ostravě tenistce Olze Lendlové, rozené Jeništové (2. srpna 1935–2. dubna 2020), která byla na československém žebříčku nejvýše na 2. místě, a otci JUDr. Jiřímu Lendlovi (16. června 1924–25. prosince 2013), který se v roce 1990 stal prezidentem Československého tenisového svazu. Otec Jiří se v roce 1944 stal juniorským přeborníkem Čech a Moravy v šachu. Ivanův dědeček Eduard Lendl byl také šachistou a autorem šachové literatury.
V roce 1989 se oženil s Američankou Samanthou Frankelovou. Spolu mají pět dcer – Mariku (nar. 1990), dvojčata Isabelle a Caroline (nar. 1991), Danielu (nar. 1993) a Nikolu (nar. 1998). Věnuje se golfu. Stal se  sběratelem díla českého malíře Alfonse Muchy. Vlastní jeho 116 plakátů, chybějí mu pouze tři, dva jsou v muzeích, jeden nezvěstný.
Státní občanství Spojených států obdržel 7. července 1992. V roce 2007 založil soukromou golfovou akademii, a poté také tenisovou akademii „Ivan Lendl’s Champions Academy“ (ILCA). K tenisu se vrátil po čtrnácti letech v dubnu 2010 exhibicí v Atlantic City, kde nestačil na Matse Wilandera v poměru gamů 3–6.

## Ocenění
- Medaile Za zásluhy 1. stupeň (2022)

## Finále na Grand Slamu

### Mužská dvouhra: 19 (8–11)

#### Vítěz
| Rok  | Grandslamový turnaj | Soupeř ve finále | Finálový výsledek       |
| 1984 | French Open         | John McEnroe     | 3–6, 2–6, 6–4, 7–5, 7–5 |
| 1985 | US Open             | John McEnroe     | 7–6, 6–3, 6–4           |
| 1986 | French Open (2)     | Mikael Pernfors  | 6–3, 6–2, 6–4           |
| 1986 | US Open (2)         | Miloslav Mečíř   | 6–4, 6–2, 6–0           |
| 1987 | French Open (3)     | Mats Wilander    | 7–5, 6–2, 3–6, 7–6      |
| 1987 | US Open (3)         | Mats Wilander    | 6–7, 6–0, 7–6, 6–4      |
| 1989 | Australian Open     | Miloslav Mečíř   | 6–2, 6–2, 6–2           |
| 1990 | Australian Open (2) | Stefan Edberg    | 4–6, 7–6, 5–2skreč      |

#### Poražený finalista
| Rok  | Grandslamový turnaj | Soupeř ve finále | Finálový výsledek       |
| 1981 | French Open         | Björn Borg       | 6–1, 4–6, 6–2, 3–6, 6–2 |
| 1982 | US Open             | Jimmy Connors    | 6–3, 6–2, 4–6, 6–4      |
| 1983 | US Open (2)         | Jimmy Connors    | 6–3, 6–7, 7–5, 6–0      |
| 1983 | Australian Open     | Mats Wilander    | 6–1, 6–4, 6–4           |
| 1984 | US Open (3)         | John McEnroe     | 6–3, 6–4, 6–1           |
| 1985 | French Open (2)     | Mats Wilander    | 3–6, 6–4, 6–2, 6–2      |
| 1986 | Wimbledon           | Boris Becker     | 6–4, 6–3, 7–5           |
| 1987 | Wimbledon (2)       | Pat Cash         | 7–6, 6–2, 7–5           |
| 1988 | US Open (4)         | Mats Wilander    | 6–4, 4–6, 6–3, 5–7, 6–4 |
| 1989 | US Open (5)         | Boris Becker     | 7–6, 1–6, 6–3, 7–6      |
| 1991 | Australian Open (2) | Boris Becker     | 1–6, 6–4, 6–4, 6–4      |